# Стрелин, Гавриил Сергеевич
Гавриил Сергеевич Стрелин (1905—1992) — советский учёный и педагог в области эмбриологии, гистологии и радиологии, доктор медицинских наук, профессор, член-корреспондент АМН СССР (1965). Почётный член Всесоюзного научного общества рентгенологов и радиологов.

## Биография
Родился 8 сентября 1905 года в Херсонской губернии.
С 1920 по 1925 год обучался на биологическом отделении физико-математического факультета Крымского университета. С 1927 по 1930 год обучался в аспирантуре Государственного рентгенологического и радиологического института, был учеником профессора А. А. Заварзина.
С 1930 по 1978 год на научной работе в Центральном научно-исследовательском рентгенорадиологическом институте в должности научного сотрудника, с 1942 по 1978 год — заведующий лабораторией экспериментальной гистологии и одновременно с 1963 года — заместитель директора этого института по науке.  Одновременно с научной занимался и педагогической деятельностью: с  1930 по 1942 год в Военно-медицинской академия имени С. М. Кирова в должности преподавателя кафедры гистологии и эмбриологии, а с 1952 по 1960 год в Первом  Ленинградском медицинском институте имени академика И. П. Павлова в должности — заведующий кафедрой гистологии и эмбриологии.

### Научно-педагогическая деятельность
Основная научно-педагогическая деятельность Г. С. Стрелина была связана с вопросами в области эмбриологии, гистологии и радиологии, теории вопросов радиобиологии, регуляции клеточного деления и осевых физиологических градиентов. Под его руководством была показана эффективность аутотрансплантации мало или необлучённого  костного мозга при лучевой болезни. Г. С. Стрелин являлся — почётным членом Всесоюзного научного общества рентгенологов и радиологов, а так же заместителем председателя проблемной комиссии по радиобиологии Академии медицинских наук СССР.
В 1943 году защитил докторскую диссертацию по теме: «О природе Чайльдовских градиентов и их значении в динамике развития организма», в 1965 году он был избран член-корреспондентом АМН СССР. Под руководством Г. С. Стрелина было написано около ста тридцати научных работ, в том числе двух монографий Он являлся членом редакционной коллегии научно-медицинского журнала «Радиобиология».
Скончался 19 июля 1992 года в Москве.

### Публикации
- К проблеме нейрогуморальных влияний на процессы размножения клеточных элементов / Архив анатомии, гистологии и эмбриологии (1959)
- Аутотрансплантация клеток костного мозга при лучевой болезни в эксперименте /  Радиобиология (1962)
- О возможности лечебного использования аутотрансплантации костного мозга при неравномерном облучении / Проблемы гематологии и переливания крови (1966) *Регенерация и лучевое повреждение / Очерки по проблеме регенерации (1966)  *Эффект экранирования части костного мозга при фракционированном облучении организма, Л., (1978)[1]

## Награды
- Орден Трудового Красного Знамени
- Орден «Знак Почёта»